# Muszkenum
Muszkenum – klasa pośrednia społeczeństwa Babilonii czasów Hammurabiego (ok. XVIII wiek p.n.e.), niższa niż awilum (ludzie wolni, pełnoprawni obywatele) i wyższa niż wardum (niewolnicy). W piśmiennictwie nie zachowało się wiele wzmianek o muszkenach, co świadczy o tym, że najprawdopodobniej nie odgrywali istotnej roli w społeczeństwie.
Status muszkenów był niejasny, prawdopodobnie należący do nich ludzie byli zróżnicowani majątkowo i społecznie: od najbiedniejszych dzierżawców ziemi, którzy w zamian za przydziały dostarczali na dwór opłaty w naturze, do urzędników pełniących służbę przy królu, którzy za swoją pracę otrzymywali od władcy przydziały ziemi, ale nie mogli jej sprzedać. Nieznane są zapisy prawne, które zakazywałyby muszkenom bycia posiadaczami działek prywatnych (obok przydzielonych w ramach pełnionej służby), podobnie nie są znane regulacje, które by zakazywałyby awilom pełnienia służby na dworze i posiadania z tej racji królewszczyzny. W związku z tym przypuszcza się, że warstwy muszkenów i awilów mogły się przenikać. Wyjątkiem są niektóre paragrafy w Kodeksie Hammurabiego, które wyraźnie oddzielają muszkenów od awilów, jednak te regulacje wg Marka Stępnia dotyczyły najprawdopodobniej najbiedniejszych przedstawicieli muszkenów. W pozostałych przypadkach muszkeni w świetle prawa byli traktowani na równi z awilami.